# La Labor
La Labor est une municipalité du département d'Ocotepeque, au Honduras.

## Géographie
La Labor est située dans l'ouest du pays, à 45 km de la frontière avec le Salvador et 55 km avec le Guatemala. Le chef-lieu de la municipalité est bâti sur la rive droite du río Potrero, un affluent du río Higuito, à 995 m d'altitude.
La municipalité s'étend sur 103 km2 et comprend huit villages. Sa population s'élève à 6 388 habitants (2001).

## Histoire
La Labor a été fondée en 1775, alors que la région était exploitée pour ses ressources minières. 